# Mesites
Mesites är ett släkte av skalbaggar. Mesites ingår i familjen vivlar.

## Bildgalleri

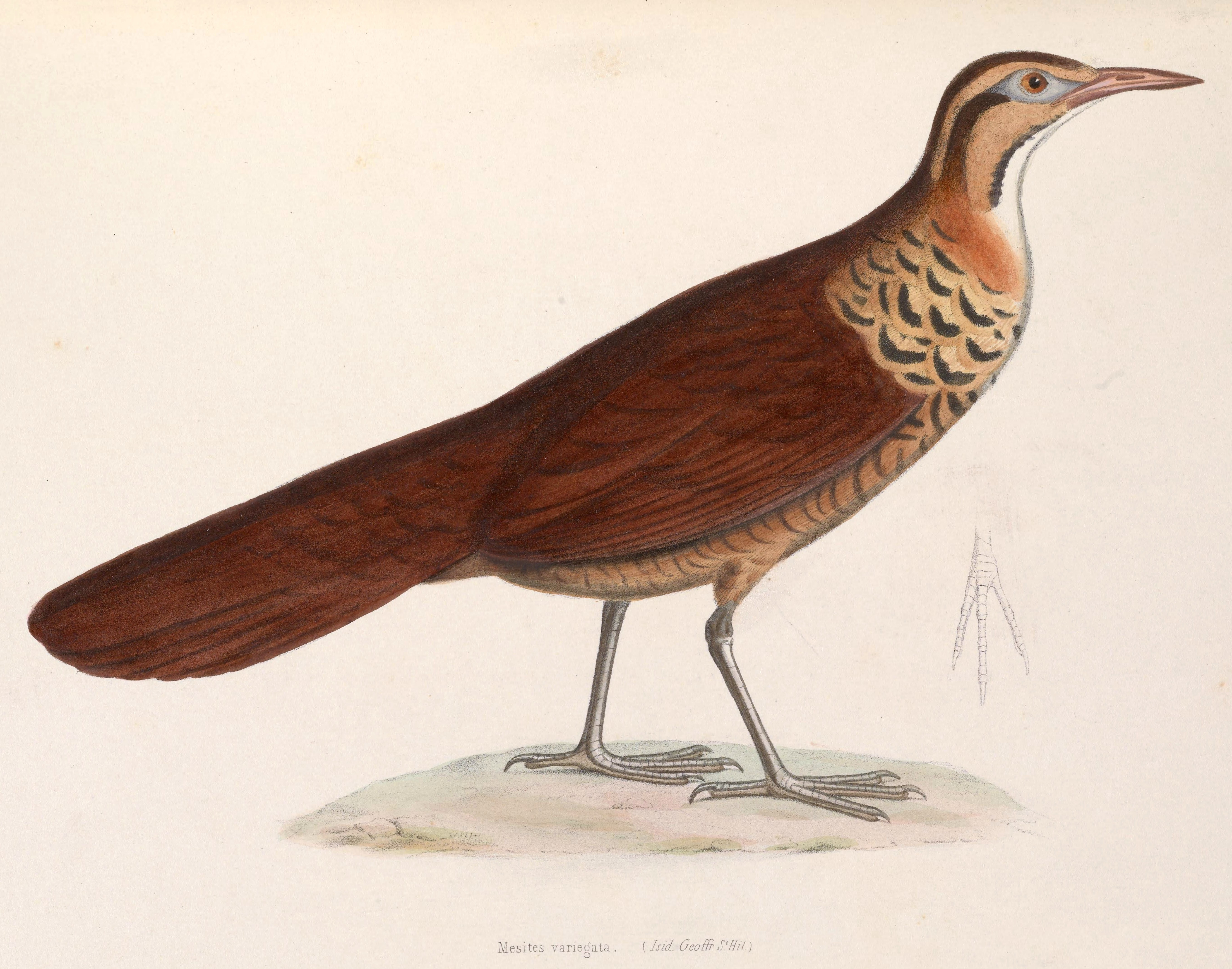
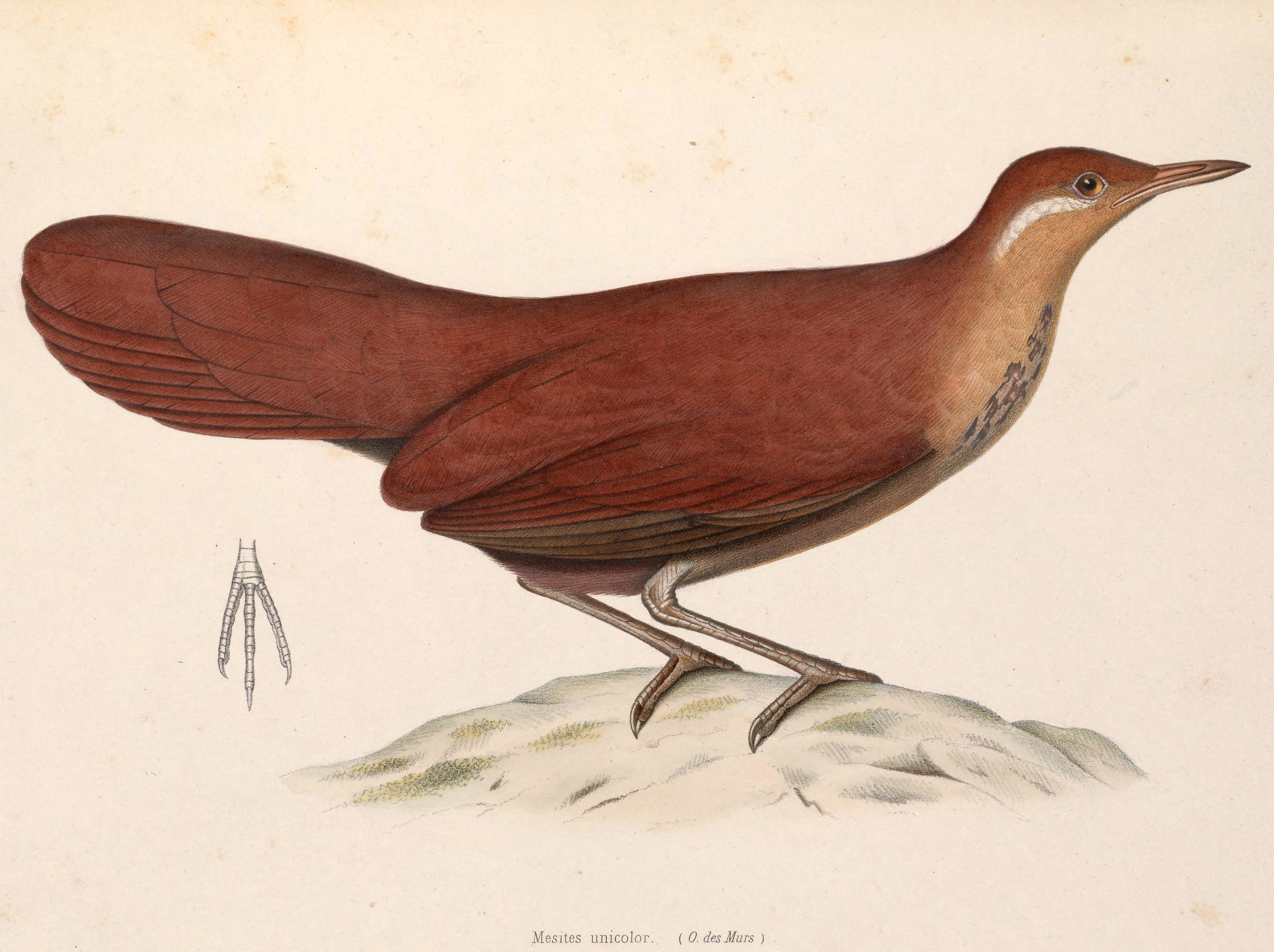
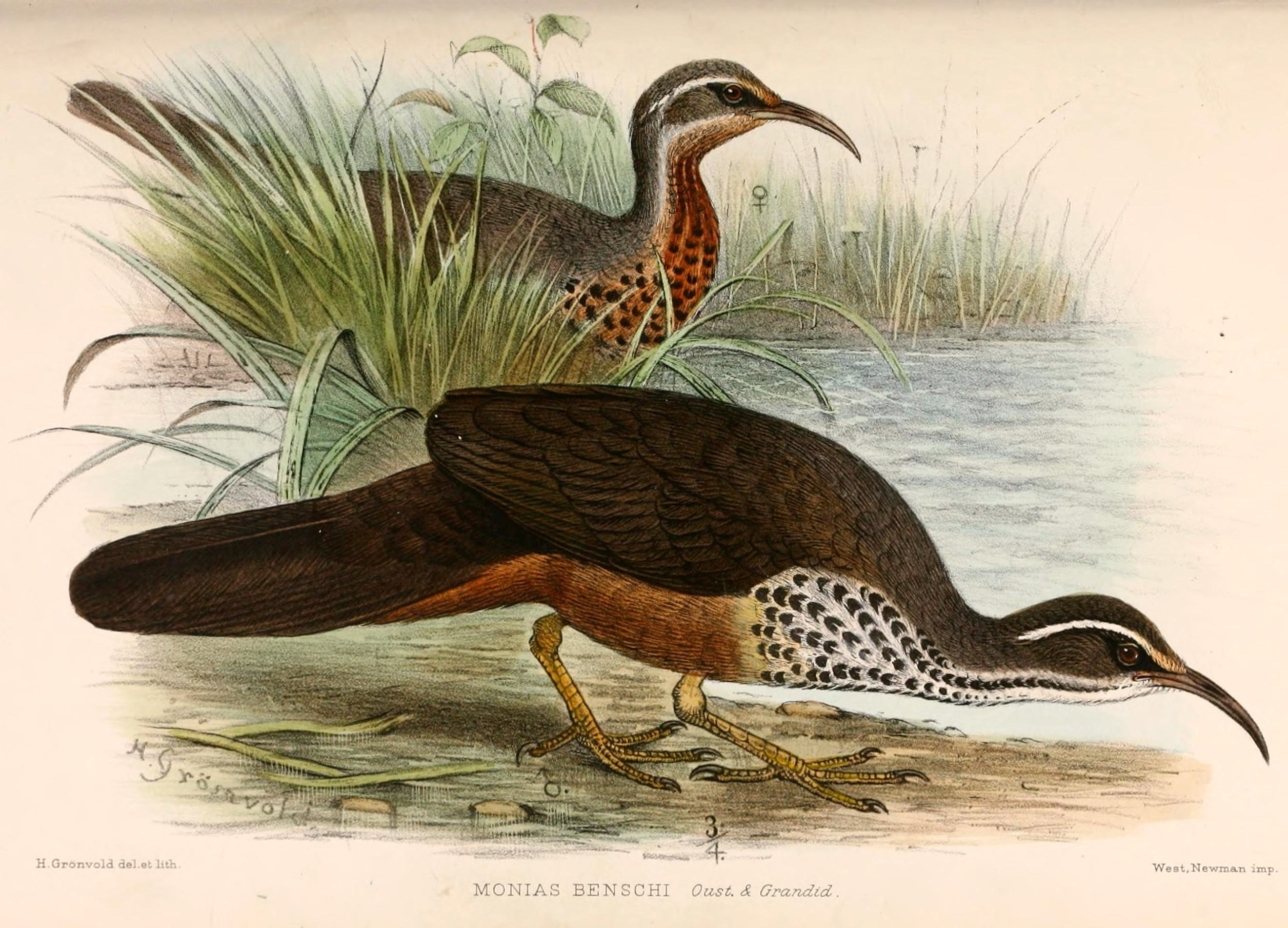

## Dottertaxa tillMesites, i alfabetisk ordning[1]
- Mesites aequitanus
- Mesites akbesianus
- Mesites angustior
- Mesites aquitanus
- Mesites complanatus
- Mesites crassaticornis
- Mesites cribratus
- Mesites cribripennis
- Mesites cunipes
- Mesites deserticus
- Mesites euphorbiae
- Mesites fusiformis
- Mesites hesperus
- Mesites maderensis
- Mesites mimoides
- Mesites mogadoricus
- Mesites pallidipennis
- Mesites persimilis
- Mesites proximus
- Mesites pubipennis
- Mesites rubricatus
- Mesites rufipennis
- Mesites subcylindricus
- Mesites subvittatus
- Mesites suturalis
- Mesites tardyi